# Thyridanthrax kolokotronis
Thyridanthrax kolokotronis är en tvåvingeart som beskrevs av Dils och Weyer 1997. Thyridanthrax kolokotronis ingår i släktet Thyridanthrax och familjen svävflugor. Inga underarter finns listade i Catalogue of Life.